# Rudi Fuesers
Rudolf Fuesers (Waldniel, 16 juli 1928 - omgeving Heidelberg, 29 april 2010) was een trombonist die Modern Jazz speelt.
Fuesers studeerde vanaf 1950 gitaar, hij verhuisde naar Frankfurt am Main en speelde vanaf 1952 in Amerikaanse clubs. Vanaf 1954 studeerde hij trombone, werkte in tanzkapellen, studeerde van 1958 tot 1960 trombone en muziektheorie aan de Musikhochschule Mannheim en leidde met Bent Jædig een groep. In 1959 speelde hij bij Fritz Münzer en werkte hij met Stu Hamer en Lennart Johansson samen. Van 1962 tot 1964 werkte hij in Madrid, o.a. met Donald Byrd, Carmen McRae en Donna Hightower. Van 1964 tot 1969 speelde hij in het orkest van Max Greger, tevens werkte hij met Don Menza en het Jazz-Ensemble des Bayerischen Rundfunks. Met de German All Stars toerde hij in Latijns-Amerika. Na 1969 werkte hij als freelancer en met een eigen kwintet, tevens speelde hij in Peter Herbolzheimer's Rhythm Combination and Brass. In 1980 speelde hij in het orkest van Charly Antolini ("In the Groove“). Datzelfde jaar richtte hij de salsajazz-groep Connexion Latina op, een band met een internationale bezetting. Hij trad hiermee op tijdens de Berliner Jazztagen van 1982 en maakte hij meerdere platen. Later richtte hij in München het Composers Improvisation Ensemble. In zijn latere jaren trad hij weer op met Fritz Münzer auf.